# Ефект страуса
В поведінкових фінансах, ефект страуса — це уникнення ймовірно ризикованих фінансових ситуацій, уявляючи, що вони не існують. Назва походить з відомої (але хибної) легенди, що страуси ховають голови в піску для уникнення небезпеки.
Галай та Саде (2006) надають психологічне пояснення різниці у доходах на ринках з фіксованим доходом, яку вони називають «ефект страуса», приписуючи цю аномальну поведінку антипатією до отримання інформації про можливі проміжні втрати. Вони також надали докази, що відвідування найбільш відомого фінансового порталу в Ізраїлі позитивно корелює з ринком акцій (тобто на цей ресурс більше відвідувань, коли ринок росте, і навпаки). Пізніше, дослідження Джорджа Лбовенстайна та Дуан Сеппі визначило, що люди в Скандинавії на 50 %-80 % рідше переглядали вартість своїх фінансових інвестицій в період падіння на ринку.
Оригінальна публікація зазначає, що інвестори надають перевагу тим фінансовим інвестиціям, які не повідомляють про ризик, у порівнянні з аналогічними за доходністю і ризиком, але де про ризик звітують регулярно. Інші приклади:
- уникання погляду: наприклад, уникнення погляду свого фінансового менеджера після обговорення можливої фінансової проблеми.[4]
- проблеми підробки: людина уникає визнання певної проблеми, і в результаті створення більшої проблеми. Наприклад, партнер у фірмі має проблеми спілкування з іншим партнером. Він думає, що робить більшість роботи. Замість обговорення проблеми з партнером, він просить свою команду розробити план викупу частки партнера.[5]